# Список ботаников-систематиков/A

Список начинающихся на букву A обозначений имён ботаников, которые используются при цитировании научных (латинских) биноминальных названий растений.
Международный кодекс ботанической номенклатуры (МКБН) рекомендует в публикациях на ботанические темы, особенно если они касаются таксономии и номенклатуры, указывать авторов названий таксонов. Указание авторов названий таксонов следует выполнять в соответствии с правилами и советами, приведёнными в МКБН. В частности, в МКБН дана рекомендация использовать при цитировании авторов таксонов опубликованную в 1992 году книгу Браммита и Пауэлл Authors of plant names с уточнениями и дополнениями, соответствующими сведениям из баз данных International Plant Names Index и Index Fungorum.
Список обозначений содержит:
- стандартную форму обозначения,
- имя на русском языке (если известно),
- имя на родном языке персоны (или на английском),
- год рождения или годы жизни; в некоторых случаях дан год первой публикации (пометка fl.), в которой использовано данное обозначение.

## Разделы списка —Ab,An
- A.A.Fisch.Waldh. — Фишер фон Вальдгейм, Александр Александрович (1839—1920)
- A.Arber — Арбер, Агнес Робертсон (англ. Agnes Robertson Arber, 1879—1960)
- A.B.Frank — Франк, Альберт Бернхард (нем. Albert Bernhard Frank, 1839—1900)
- A.B.Jacks. — Джексон, Альберт Брюс (англ. Albert Bruce Jackson, 1876—1947)
- A.Bassi — Басси, Агостино (итал. Agostino Bassi, 1772—1856)
- A.Benn. — Беннетт, Артур (англ. Arthur Bennett, 1843—1929)
- A.Berger — Бергер, Альвин (нем. Alwin Berger, 1871—1931)[1]
- A.Br. — Браун, Аддисон (англ. Addison Brown, 1830—1913)
- A.Braun — Браун, Александр (нем. Alexander Carl Heinrich Braun, 1805—1877)[2]
- A.C.Leslie — Лесли, Алан Кристофер (англ. Alan Christopher Leslie, 1953—)
- A.C.Sm. — Смит, Альберт Чарльз (англ. Albert Charles Smith, 1906—1999)
- A.Camus — Камю, Эме Антуанетта (фр. Aimée Antoinette Camus, 1879—1965)
- A.Chev. — Шевалье, Огюст Жан Батист (фр. Auguste Jean Baptiste Chevalier, 1873—1956)
- A.Cunn. — Каннингем, Аллан (ботаник) (англ. Allan Cunningham, 1791—1839)
- A.D.Hawkes — Хоукс, Алекс Драм (англ. Alex Drum Hawkes, 1927—1977)
- A.D.Slavin — Слэвин, Артур Дэниел (англ. Arthur Daniel Slavin, 1903—1973)
- A.DC. — Декандоль, Альфонс (фр. Alphonse Louis Pierre Pyramus de Candolle, 1806—1893)
- A.Dietr. — Дитрих, Альберт Готтфрид (нем. Albert Gottfried Dietrich, 1795—1856)
- A.E.Murray — Мюррей, Альберт Эдвард (англ. Albert Edward Murray, 1935—)
- A.E.van Wyk — Ван Уик, Абрахам Эрасмус (англ. Abraham Erasmus Braam van Wyk, 1952—)
- A.E.Wood — Alec E. Wood (Alec E. Wood, 1933-)
- A.Edwards — Эдвардс, Александр (англ. Alexander Edwards, 1904—)[3]
- A.Fedtsch. — Федченко, Алексей Павлович (1844—1873)
- A.Fern. — Фернандиш, Абилиу (порт. Abílio Fernandes, 1906—1994)[4]
- A.G.Mill. — Anthony G. Miller, 1951-
- A.Gaertn. — Alwin Gaertner, fl. 1954
- A.Gray — Грей, Эйса (англ. Asa Gray, 1810—1888)
- A.H.Gentry — Джентри, Элвин (англ. Alwyn Howard Gentry, 1945—1993)
- A.H.Sm. — Смит, Александр Хэнчетт (англ. Alexander H. Smith, 1904—1986)
- A.Hay — Alistair Hay, 1955—
- A.Heller — Хеллер, Амос Артур (англ. Amos Arthur Heller, 1867—1944)
- A.Henry — Генри, Августин (англ. Augustine Henry, 1857—1930)[5]
- A.Huet — Юэ Дюпавийон, Альфред (фр. Alfred Huet du Pavillon, 1829—1907)
- A.J.Scott — Andrew John Scott, 1950—
- A.Juss. — Жюссьё, Адриен Анри Лоран де (фр. Adrien Henri Laurent de Jussieu, 1797—1853)[6]
- A.K.Becker — Беккер, Александр Каспарович (1818—1901)[7]
- A.K.Skvortsov — Скворцов, Алексей Константинович (1920—2008)
- A.Kern. — Кернер, Антон (нем. Anton Joseph Kerner von Marilaun, 1831—1898)
- Á.Löve — Лёве, Аускедль (исл. Áskell Löve, 1916—1994)[8]
- A.M.Cowan — Коуэн, Аделайн Мэй (Adeline May Cowan, 1895—1979)
- A.M.Lu — An Min(g) Lu, 1939—
- A.M.Powell — Albert Michael Powell, 1937—
- A.M.Young — Anthony M. Young, fl. 1973
- A.Moon — Alan Moon, fl. 1997
- A.Murray bis — Мюррей, Эндрю (англ. Andrew Murray, 1812—1878)
- A.N.Rao — A. Nageswara Rao, fl. 1985
- A.N.Vassiljeva — Васильева А.Н., fl. 1969
- A.Nelson — Нельсон, Авен (Aven Nelson, 1859—1952)[9]
- A.P.Das — Дас, Абхая Прасад (Abhaya Prasad Das, 1951—)
- A.P.Davis — Дэвис, Аарон Пол (Aaron Paul Davis, 1965—)
- A.P.Khokhr. — Хохряков, Андрей Павлович (1933—1998)
- A.R.Ferguson — Фергюсон, Аллан Росс (Allan Ross Ferguson, 1943—)
- A.R.Martin — Мартин, Антон (Anton Rolandsson Martin, 1729—1785)
- A.R.Mast — Мэст, Остин (Austin Mast, 1972—)
- A.R.Penfold — Arthur Raymond Penfold
- A.Rich. — Ришар, Ашиль (Achille Richard, 1794—1852)
- A.Rojas — Рохас, Александер (Alexander Rojas, 1971—)
- A.S.Barclay — Arthur Stewart Barclay, 1932—
- A.S.Foster — Фостер, Адрианс Шервуд (англ. Adriance Sherwood Foster, 1901—1973)
- A.S.George — Джордж, Александр (англ. Alex George, 1939—)
- A.Schimp. — Шимпер, Андреас (нем. Andreas Franz Wilhelm Schimper, 1856—1901)
- A.Schmitz — Andre Schmitz, 1920—
- A.Schumach. — Шумахер, Альберт (Albert Schumacher, 1893—1975)
- A.Sen — Ajita Sen, fl. 1976
- A.Soriano — Сориано, Альберто (исп. Alberto Soriano, 1920—1998)
- A.St.-Hil. — Сент-Илер, Огюстен де (фр. Augustin Francois Cesar Prouvencal de Saint-Hilaire, 1779—1853)
- A.Stahl — Шталь, Агустин (исп. Agustin Stahl, 1842—1917)
- A.T.Lee — Ли, Альма Теодора (англ. Alma Theodora Lee, 1912—1990)
- A.Walther — Вальтер, Августин Фридрих (нем. Augustin Friedrich Walther, 1688—1746)[10]
- A.W.Hill — Хилл, Артур Уильям (англ. Arthur William Hill, 1875—1941)
- A.W.Russell — Рассел, Анна (англ. Anna Russell, 1807—1876)

### Ab
- Abbot — Эббот, Джон (англ. John Abbot (entomologist), 1751—1840 или 1841)
- Abolin — Аболин, Роберт Иванович (1886—1939)
- Abramova — Абрамова, Анастасия Лаврентьевна (1915—2012)
- Ach. — Ахариус, Эрик (швед. Erik Acharius, 1757—1819)
- Acloque — Аклок, Александр (фр. Alexandre Noel Charles Acloque, 1871—1941)
- Adamov — Адамов, Владимир Владимирович (1875 — 1939)
- Adams — Адамс, Михаил Иванович (Johannes Michael Friedrich Adams, он же Йоганн Фридрих Адам, 1780—1833)
- Adamson — Адамсон, Роберт Стивен (англ. Robert Stephen Adamson, 1885—1965)
- Adans. — Адансон, Мишель (фр. Michel Adanson, 1727—1806)
- Adolf — N.A. Adolf, fl. 1930
- Adylov — Teshabaj Adylovich Adylov, 1920—1998
- Aellen — Эллен, Пауль (нем. Paul Aellen, 1896—1973)[11]
- Afzel. — Афцелиус, Адам (швед. Adam Afzelius, 1750—1837)
- Aggeenko — Аггеенко, Владимир Наумович (1860—1907)
- Airy Shaw — Эри Шо, Херберт Кеннет (англ. Herbert Kenneth Airy Shaw, 1902—1985)
- Aiton — Эйтон, Уильям (англ. William Aiton, 1731—1793)[12]
- Aitch. — Эйчисон, Джеймс Эдвард Тирни (англ. James Edward Tierney Aitchison, 1836—1898)
- Akers — Экерс, Джон Фрэнк (англ. John F. Akers, 1906—1967)
- Akinf. — Акинфиев, Иван Яковлевич (1851—1919)
- Al.Brongn. — Броньяр, Александр (фр. Alexandre Brongniart, 1770—1847)
- Al.Fed. — Фёдоров, Александр Александрович (ботаник) (1906—1982)
- Al.Murray — Alexander Murray, 1798—1838
- Al-Shehbaz — Аль-Шехбаз, Ихсан (англ. Ihsan Al-Shehbaz, 1939—)
- Alb. — Альбертини, Йоханнес Баптиста фон (нем. Johannes Baptista von Albertini, 1769—1831)
- Albov — Альбов, Николай Михайлович (1866—1897)
- Alderw. — Алдерверелт ван Розенбюрг, Корнелис Рюгир Виллем Карел ван (нидерл. Cornelis Rugier Willem Karel van Alderwerelt van Rosenburgh, 1863—1936)
- Aldrovandi — Альдрованди, Улиссе (итал. Ulisse Aldrovandi, 1522—1605)
- Alef. — Алефельд, Фридрих Георг Кристоф (нем. Friedrich Georg Christoph Alefeld, 1820—1872)
- Alexandrovicz — Александрович, Юрий Осипович (1819—1894)
- Aliss. — Алисова-Клобукова, Евгения Николаевна (1889—1962)
- All. — Аллиони, Карло (итал. Carlo Allioni, 1728—1804)
- Allan — Аллан, Гарри Говард Бартон (англ. Harry Howard Barton Allan, 1882—1957)
- Alpino — Альпини, Просперо (итал. Prospero Alpini, или Alpino, 1553—1617)[10]
- Alph.Wood — Вуд, Альфонсо (англ. Alphonso Wood, 1810—1881)[13]
- Alston — Олстон, Артур Хью Гарфит (англ. Arthur Hugh Garfit Alston, 1902—1958)
- Alstr. — Альстрёмер, Клас (швед. Clas Alströmer, 1736—1794)
- Ameljcz. — Амельченко, Валентина Павловна (1947—)
- Ames — Эймс, Оукс (англ. Oakes Ames, 1874—1950)
- Amici — Амичи, Джованни Баттиста (итал. Giovanni Battista Amici, 1786—1863)
- Ammirati — Joseph F. Ammirati, 1942—
- Amman — Амман, Иоганн (нем. Johann Amman, 1707—1741)[10]
- Amshoff — исп. Gerda Jane Hillegonda Amshoff, 1913—1985

### An
- Andary — Claude Andary, fl. 1983
- Anderb. — Андерберг, Арне (швед. Arne Anderberg)
- Andersson — Андерссон, Нильс Юхан (швед. Nils Johan Andersson, 1821—1880)[14]
- Andr. — Андреански, Габор (венг. Andreánszky Gábor (botanikus), 1895—1967)
- André — Андре, Эдуард Франсуа (фр. Édouard François André, 1840—1911)[15]
- Andresen — Андресен, Джон Уильям (John William Andresen, 1925—)
- Andrews — Эндрюс, Генри Чарльз (англ. Henry Charles Andrews, 1796—1830)[16]
- Andrz. — Андржейовский, Антон Лукьянович (1785—1868)
- Annenkov — Анненков, Николай Иванович (1819—1889)
- Ant.Juss. — Жюссьё, Антуан де (фр. Antoine de Jussieu, 1748—1836)
- Antoine — Антуан, Франц (нем. Franz Antoine, 1815—1886)
- Arbo — es:María Mercedes Arbo, 1945—
- Arcang. — Арканджели, Джованни (итал. Giovanni Arcangeli, 1840—1921)
- Archer — Арчер, Томас (en:Thomas Croxen Archer, 1817—1885)
- Ard. — Ардуино, Пьетро (итал. Pietro Arduino, 1728—1805)
- Areces — L. Alberto E. Areces-Mallea, 1948—
- Arechav. — Аречавалета, Хосе (исп. José Arechavaleta, 1838—1912)
- Arends — Арендс, Георг (нем. Georg Arends, 1862—1952)
- Arn. — Арнотт, Джордж Арнотт (англ. George Arnott Walker-Arnott, 1799—1868)
- Aroche — Regla Maria Aroche, fl. 1986
- Arora — C.M. Arora, fl. 1969[17]
- Arruda — Арруда да Камара, Мануэл (порт. Manuel Arruda Câmara, 1752—1810)
- Artari — Артари, Александр Петрович (1862—1919)
- Artsikh. — Арциховский, Владимир Мартынович (1876—1931)
- Arv.-Touv. — Арве-Туве, Казимир (фр. Casimir Arvet-Touvet, 1841—1913)
- Asami — Асами, Ёсити (Yoshichi Asami, 1894—1976)
- Asch. — Ашерзон, Пауль (нем. Paul Friedrich August Ascherson, 1834—1913)[18]
- Ashe — Аш, Уильям Уиллард (англ. William Willard Ashe, 1872—1932)
- Askerova — Аскерова, Роза Касум кызы (1929—)
- Asso — Ассо, Хордан (исп. Jordán de Asso, 1742—1814)
- Aste — Fabio Aste, fl. 2000
- Aston — Helen Isabel Aston, 1934—
- Aubl. — Обле, Жан Батист Кристиан (фр. Jean Baptiste Christophore Fusée Aublet, 1720—1778)
- Aubrév. — Обревиль, Андре (фр. André Aubréville)[19]
- Aubriet — Обрие, Клод (фр. Claude Aubriet, 1665—1742)[10]
- Aver. — Аверьянов, Леонид Владимирович (1955—)
- Aymard — Аймард Корредор, Херардо Антонио (исп. Gerardo Antonio Aymard Corredor, 1959—)
- Azara — Асара, Феликс де (исп. Félix de Azara, 1742—1821)

### Комментарии
1. ↑  Ранее использовалось укороченное обозначение: Berger
2. ↑  Ранее использовалось сокращение A.Br., которое теперь указывает на учёного Аддисон Браун
3. ↑  В советское время применяли сокращение Edwards, которое теперь указывает на учёного С. Т. Эдвардс (1769—1819)
4. ↑  Вариант записи обозначения: Fernandes
5. ↑  Ранее использовалось сокращение Henry, которое теперь указывает на учёного Aimé Constant Fidèle Henry (1801—1875)
6. ↑  Другой вариант сокращения: Adr.Juss.
7. ↑  Ранее использовалось сокращение A.Beck.
8. ↑  Другие варианты написания: A.Löve, A.Love
9. ↑  Ранее использовалось обозначение: Nels.
10. 1 2 3 4  Долиннеевский ботаник. Названия, опубликованные им до 1 мая 1753 года, не считаются действительно опубликованными с точки зрения Международного кодекса ботанической номенклатуры, в связи с чем в современной научной литературе это обозначение практически не встречается.
11. ↑  Вариант сокращения  «Aell.»
12. ↑  Ранее вместо Aiton использовалось Ait.
13. ↑  В советское время применяли сокращение Wood, которое теперь указывает на учёного Уильяма Вуда (1745—1808)[англ.]
Другие варианты обозначения ботаника: A.Wood, или Alf.Wood
14. ↑  Иногда вместо Andersson используются Anderss. или Ands.
15. ↑  Другая форма сокращения: Andre
16. ↑  В советское время применяли сокращение: Andr.
17. ↑  В литературе по микологии сокращение «Arora» употребляется (ошибочно ?) для Дэвида Ароры (англ. David Arora)  Архивная копия от 12 марта 2012 на Wayback Machine
18. ↑  Ранее использовалось обозначение: Aschers.
19. ↑  Другой вариант записи сокращения: Aubrev.